# 초고주파공학
초고주파공학(영어: Microwave engineering)은 마이크로웨이브에서 작동하는 전자 장치의 이론 및 설계를 하는 공학을 말한다. 무선 통신을 위한 신호 처리 및 초고주파를 처리한다. 전자파, 도파관, 기타 마이크로파 선로 및 회로 소자, 초고주파 증폭기 설계, 마이크로파 필터 설계 등의 소자 및 설계를 한다.

무선통신을 위한 안테나, 레이다, 전송라인(transmission lines) 등의 응용분야에 적용한다.

## 같이 보기
- 초고주파
- 마이크로웨이브
- 무선주파수